# Asteroidi troiani di Giove (campo greco)
Segue una lista degli asteroidi troiani di Giove del cosiddetto campo greco, i cui nomi sono cioè ispirati da partecipanti alla guerra di Troia di provenienza greca, come narrato dalla mitologia. Si tratta degli asteroidi troiani orbitanti nei pressi del punto lagrangiano L4 di Giove, ovvero circa 60° avanti rispetto al gigante gassoso, sulla sua stessa orbita.
Tutti i troiani di Giove situati nel punto lagrangiano L5, per contro, sono stati intitolati a partecipanti alla guerra di Troia dalla parte troiana. Le uniche eccezioni sono costituite dagli asteroidi Patroclo ed Ettore, appartenenti rispettivamente al campo troiano e al campo greco, al contrario di quanto racconta la mitologia, poiché l'attuale convenzione di nomenclatura non era ancora in uso al momento della designazione.

## Prospetto
Alla data del 31 marzo 2025 sono noti 9512 asteroidi.
Segue un prospetto non esaustivo dei troiani di Giove appartenenti al campo greco. Oltre il numero 50000 vengono elencati solo quelli ufficialmente denominati dall'IAU.
- 588 Achilles
- 624 Hektor
- 659 Nestor
- 911 Agamemnon
- 1143 Odysseus
- 1404 Ajax
- 1437 Diomedes
- 1583 Antilochus
- 1647 Menelaus
- 1749 Telamon
- 1868 Thersites
- 1869 Philoctetes
- 2146 Stentor
- 2148 Epeios
- 2260 Neoptolemus
- 2456 Palamedes
- 2759 Idomeneus
- 2797 Teucer
- 2920 Automedon
- 3063 Makhaon
- 3391 Sinon
- 3540 Protesilaos
- 3548 Eurybates
- 3564 Talthybius
- 3596 Meriones
- 3709 Polypoites
- 3793 Leonteus
- 3794 Sthenelos
- 3801 Thrasymedes
- 4007 Euryalos
- 4035 Thestor
- 4057 Demophon
- 4060 Deipylos
- 4063 Euforbo
- 4068 Menestheus
- 4086 Podalirius
- 4138 Kalchas
- 4489 Dracius
- 4501 Eurypylos
- 4543 Phoinix
- 4833 Meges
- 4834 Thoas
- 4835 Asaeus
- 4836 Medon
- 4902 Thessandrus
- 4946 Askalaphus
- 5012 Eurymedon
- 5023 Agapenor
- 5025 Mecisteus
- 5027 Androgeos
- 5028 Halaesus
- 5041 Theotes
- 5123 Cynus
- 5126 Achaemenides
- 5209 Oloosson
- 5244 Amphilochos
- 5254 Ulysses
- 5258 Rhoeo
- 5259 Epeigeus
- 5264 Telephus
- 5283 Pyrrhus
- 5284 Orsilocus
- 5285 Krethon
- 5436 Eumelos
- 5652 Amphimachus
- 6090 Aulis
- 6545 Leitus
- 7119 Hiera
- 7152 Euneus
- 7214 Anticlus
- 7543 Prylis
- 7641 Cteatus
- 8060 Anius
- 8125 Tyndareus
- 8241 Agrius
- 8317 Eurysaces
- 9431 Pytho
- 9590 Hyria
- 9694 Lycomedes
- 9712 Nauplius
- 9713 Oeax
- 9790 Deipyrus
- 9799 Thronium
- 9807 Rhene
- 9817 Thersander
- 9818 Eurymachos
- 9828 Antimachos
- 9857 Hecamede
- 9907 Oileus
- 10247 Amphiaraos
- 10664 Phemios
- 10989 Dolios
- 11251 Icarion
- 11252 Laërtes
- 11351 Leucus
- 11395 Iphinous
- (11396) 1998 XZ77
- 11397 Eriopis
- 11428 Alcinoös
- 11429 Demodokus
- 11668 Balios
- (12054) 1997 TT9
- 12238 Actor
- 12658 Peiraios
- 12714 Alkimos
- 12916 Eteoneus
- (12917) 1998 TG16
- (12921) 1998 WZ5
- 12972 Eumaios
- 12973 Melanthios
- 12974 Halitherses
- (13060) 1991 EJ
- 13062 Podarkes
- 13181 Peneleos
- (13182) 1996 SO8
- (13183) 1996 TW
- 13184 Augeias
- 13185 Agasthenes
- 13229 Echion
- (13230) 1997 VG1
- (13323) 1998 SQ
- (13331) 1998 SU52
- (13353) 1998 TU12
- (13362) 1998 UQ16
- (13366) 1998 US24
- (13372) 1998 VU6
- (13379) 1998 WX9
- (13383) 1998 XS31
- (13385) 1998 XO79
- 13387 Irus
- 13463 Antiphos
- 13475 Orestes
- 13650 Perimedes
- (13694) 1997 WW7
- (13780) 1998 UZ8
- (13782) 1998 UM18
- (13790) 1998 UF31
- 13862 Elais
- (14235) 1999 XA187
- (14268) 2000 AK156
- (14518) 1996 RZ30
- (14690) 2000 AR25
- (14707) 2000 CC20
- 14791 Atreus
- 14792 Thyestes
- (15033) 1998 VY29
- 15094 Polymele
- (15398) 1997 UZ23
- 15436 Dexius
- 15440 Eioneus
- (15442) 1998 WN11
- (15521) 1999 XH133
- (15527) 1999 YY2
- (15529) 2000 AA80
- (15535) 2000 AT177
- (15536) 2000 AG191
- (15539) 2000 CN3
- 15651 Tlepolemos
- 15663 Periphas
- 15913 Telemachus
- (16099) 1999 VQ24
- (16152) 1999 YN12
- 16974 Iphthime
- 17351 Pheidippos
- (17874) 1998 YM3
- (18058) 1999 XY129
- 18060 Zarex
- (18062) 1999 XY187
- (18063) 1999 XW211
- (18071) 2000 BA27
- 18263 Anchialos
- (19725) 1999 WT4
- 19913 Aigyptios
- (20144) 1996 RA33
- (20424) 1998 VF30
- (20428) 1998 WG20
- (20716) 1999 XG91
- (20720) 1999 XP101
- 20729 Opheltius
- (20738) 1999 XG191
- (20739) 1999 XM193
- 20947 Polyneikes
- 20952 Tydeus
- 20961 Arkesilaos
- (20995) 1985 VY
- (21271) 1996 RF33
- 21284 Pandion
- (21370) 1997 TB28
- (21371) 1997 TD28
- (21372) 1997 TM28
- (21593) 1998 VL27
- (21595) 1998 WJ5
- (21599) 1998 WA15
- 21601 Aias
- 21602 Ialmenus
- 21900 Orus
- (22008) 1999 XM71
- (22009) 1999 XK77
- 22010 Kuzmina
- (22012) 1999 XO82
- (22014) 1999 XQ96
- (22035) 1999 XR170
- (22041) 1999 XK192
- (22042) 1999 XP194
- (22049) 1999 XW257
- (22052) 2000 AQ14
- (22054) 2000 AP21
- (22055) 2000 AS25
- (22056) 2000 AU31
- (22059) 2000 AD75
- 22149 Cinyras
- 22199 Klonios
- 22203 Prothoenor
- 22222 Hodios
- 22227 Polyxenos
- (22404) 1995 ME4
- 22503 Thalpius
- (23075) 1999 XV83
- (23114) 2000 AL16
- (23118) 2000 AU27
- (23119) 2000 AP33
- (23123) 2000 AU57
- (23126) 2000 AK95
- 23135 Pheidas
- (23144) 2000 AY182
- (23152) 2000 CS8
- (23269) 2000 YH62
- (23285) 2000 YH119
- 23355 Elephenor
- 23382 Epistrophos
- 23383 Schedios
- (23480) 1991 EL
- (23622) 1996 RW29
- (23624) 1996 UX3
- (23706) 1997 SY32
- (23709) 1997 TA28
- (23710) 1997 UJ
- (23939) 1998 TV33
- (23947) 1998 UH16
- 23958 Theronice
- (23963) 1998 WY8
- (23968) 1998 XA13
- (23970) 1998 YP6
- (24212) 1999 XW59
- (24225) 1999 XV80
- (24233) 1999 XD94
- (24244) 1999 XY101
- (24275) 1999 XW167
- (24279) 1999 XR171
- (24312) 1999 YO22
- (24313) 1999 YR27
- (24340) 2000 AP84
- (24341) 2000 AJ87
- (24357) 2000 AC115
- 24380 Dorippe
- (24390) 2000 AD177
- (24403) 2000 AX193
- 24420 Thasos
- 24426 Belova
- (24479) 2000 WU157
- (24485) 2000 YL102
- (24486) 2000 YR102
- (24498) 2001 AC25
- (24501) 2001 AN37
- (24505) 2001 BZ
- (24506) 2001 BS15
- (24508) 2001 BL26
- (24519) 2001 CH
- (24528) 2001 CP11
- (24530) 2001 CP18
- (24531) 2001 CE21
- (24534) 2001 CX27
- (24536) 2001 CN33
- (24537) 2001 CB35
- (24539) 2001 DP5
- 24587 Kapaneus
- 24603 Mekistheus
- (24882) 1996 RK30
- (25895) 2000 XN9
- (25910) 2001 BM50
- (25911) 2001 BC76
- (25937) 2001 DY92
- (25938) 2001 DC102
- 26057 Ankaios
- (26486) 2000 AQ231
- (26510) 2000 CZ34
- (26601) 2000 FD1
- (26705) 2001 FL145
- 26763 Peirithoos
- 28958 Binns
- (28960) 2001 DZ81
- (30020) 2000 DZ5
- (30102) 2000 FC1
- (30510) 2001 DM44
- (31835) 2000 BK16
- (32498) 2000 XX37
- (33822) 2000 AA231
- (34684) 2001 CJ28
- 34993 Euaimon
- (35272) 1996 RH10
- (35276) 1996 RS25
- (35277) 1996 RV27
- (35363) 1997 TV28
- (35672) 1998 UZ14
- (35673) 1998 VQ15
- (36259) 1999 XM74
- (36265) 1999 XV156
- (36267) 1999 XB211
- (36268) 1999 XT213
- (36269) 1999 XB214
- (36270) 1999 XS248
- (36271) 2000 AV19
- (36279) 2000 BQ5
- (37281) 2000 YA61
- (37297) 2001 BQ77
- (37298) 2001 BU80
- (37299) 2001 CN21
- (37300) 2001 CW32
- (37301) 2001 CA39
- (37685) 1995 OU2
- (37710) 1996 RD12
- (37714) 1996 RK29
- (37715) 1996 RN31
- (37716) 1996 RP32
- (37732) 1996 TY68
- (37789) 1997 UL16
- (37790) 1997 UX26
- 38050 Bias
- (38051) 1998 XJ5
- (38052) 1998 XA7
- (38574) 1999 WS4
- (38585) 1999 XD67
- (38592) 1999 XH162
- (38594) 1999 XF193
- (38596) 1999 XP199
- (38597) 1999 XU200
- (38598) 1999 XQ208
- (38599) 1999 XC210
- (38600) 1999 XR213
- (38606) 1999 YC13
- (38607) 2000 AN6
- (38609) 2000 AB26
- (38610) 2000 AU45
- (38611) 2000 AS74
- (38614) 2000 AA113
- (38615) 2000 AV121
- (38617) 2000 AY161
- (38619) 2000 AW183
- (38621) 2000 AG201
- (39229) 2000 YJ30
- (39264) 2000 YQ139
- (39270) 2001 AH11
- (39275) 2001 AV37
- (39278) 2001 BK9
- (39280) 2001 BE24
- (39284) 2001 BB62
- 39285 Kipkeino
- (39286) 2001 CX6
- (39287) 2001 CD14
- (39288) 2001 CD21
- (39289) 2001 CT28
- (39292) 2001 DS4
- (39293) 2001 DQ10
- (39362) 2002 BU1
- (39369) 2002 CE13
- 39463 Phyleus
- (39691) 1996 RR31
- (39692) 1996 RB32
- (39693) 1996 ST1
- (39793) 1997 SZ23
- (39794) 1997 SU24
- 39795 Marson
- (39797) 1997 TK18
- (39798) 1997 TW28
- (39803) 1997 UY15
- (40237) 1998 VM6
- (40262) 1999 CF156
- (41268) 1999 XO64
- (41340) 1999 YO14
- (41342) 1999 YC23
- (41350) 2000 AJ25
- (41353) 2000 AB33
- (41355) 2000 AF36
- (41359) 2000 AG55
- (41379) 2000 AS105
- (41417) 2000 AL233
- (41426) 2000 CJ140
- (41427) 2000 DY4
- (42036) 2000 YP96
- (42114) 2001 BH4
- (42146) 2001 BN42
- (42168) 2001 CT13
- (42176) 2001 CK22
- (42179) 2001 CP25
- (42182) 2001 CP29
- (42187) 2001 CS32
- (42200) 2001 DJ26
- (42201) 2001 DH29
- (42230) 2001 DE108
- (42367) 2002 CQ134
- 42403 Andraimon
- (42554) 1996 RJ28
- (42555) 1996 RU31
- 43212 Katosawao
- 43436 Ansschut
- (43627) 2002 CL224
- 43706 Iphiklos
- (46676) 1996 RF29
- (48269) 2002 AX166
- (51378) 2001 AT33
- (51405) 2001 DL106
- 58096 Oineus
- 65210 Stichius
- 65583 Theoklymenos
- 73637 Guneus
- 85030 Admetos
- 99950 Euchenor
- 111571 Bebevio
- 136557 Neleus
- 164585 Oenomaos
- 171433 Prothous
- 173086 Nireus
- 173117 Promachus
- 192220 Oicles
- 200069 Alastor
- 216462 Polyphontes
- 221908 Agastrophus
- 221917 Opites
- 225276 Leïtos
- 228110 Eudorus
- 231666 Aisymnos
- 264150 Dolops
- 306001 Joanllaneras
- 310025 Marcuscooper
- 312001 Siobhánhaughey
- 312627 Brigitteyagüe
- 315941 Elenagómez
- 353189 Iasus
- 356217 Clymene
- 360072 Alcimedon
- (473080) 2015 HP120
- 542246 Kulcsár
- 546275 Kozák
- 567329 Zinaida
- 573759 Rocheva
- 601227 Ammann